# قرص (رياضيات)

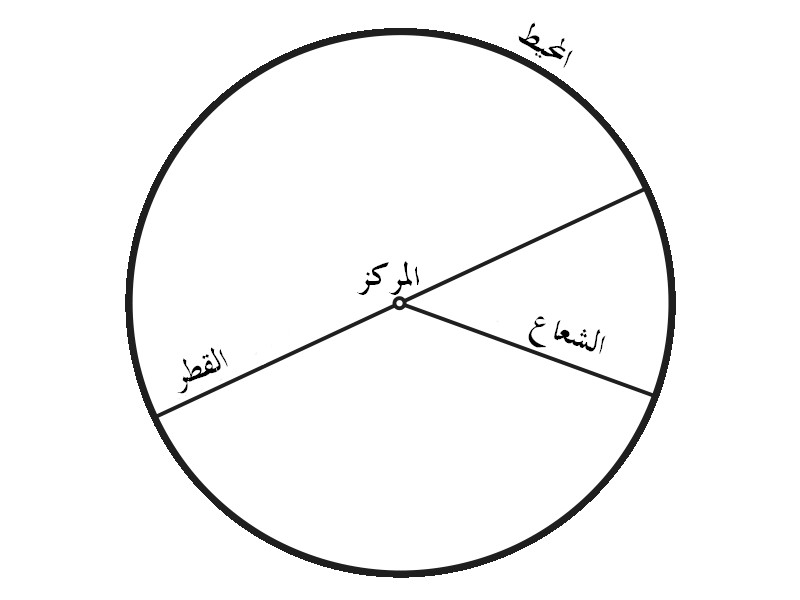
القرص هو المنطقة من المستوى التي تحيط بها الدائرة.

في الهندسة الرياضية، القرص (بالإنجليزية: Disk)‏ هو المنطقة من المستوي التي تحيط بها دائرة.
يقال عن القرص بأنه مغلق أو مفتوح إذا ما كان يتضمن الدائرة المحيطة به أم لا. في نظام الإحداثيات الديكارتية، تعطى معادلة القرص المفتوح ذي المركز {\displaystyle (a,b)} ونصف القطر R بالعلاقة: {\displaystyle D=\{(x,y)\in {\mathbb {R} ^{2}}:(x-a)^{2}+(y-b)^{2}<R^{2}\}} بينما تكون معادلة القرص المغلق بنفس المركز ونصف القطر تعطى بالعلاقة :{\displaystyle {\overline {D}}=\{(x,y)\in {\mathbb {R} ^{2}}:(x-a)^{2}+(y-b)^{2}\leq R^{2}\}.}
مساحة أي قرص مغلق أو مفتوح بنصف قطر R تعطى بالعلاقة πR2 .